# معرة حرمة
معرة حرمة (وتُكتب أحيانًا معرتحرمة) أو معرة حرمل قرية سورية تتبع ناحية كفرنبل في منطقة معرة النعمان في محافظة إدلب. بلغ عدد سكانها 7,216 نسمة في عام 2004 حسب إحصاء المكتب المركزي للإحصاء. تقع على بعد حوالي 13 كم إلى الجنوب الغربي من مدينة معرة النعمان وتبعد 20 كم جنوب غرب معرة النعمان، وهي على الطريق الواصل بين ريف أدلب الجنوبي وريف حماة الشمالي.
يحدّها من جهة الشمال كفرنبل، وحزارين، ومن جهة الشمال الشرقي قريتي جبالا، ومعرتماتر، ومن جهة الغرب كل من كرسعة، والفقيع، وترملا، ومعر تصين، وحسانة، وأم الصير، ومن جهة الجنوب الشيخ مصطفى، والنقير، ومن جهة الشرق معرزيتا، ومن جهة الجنوب الشرقي قرية كفر سجنة. 

## أصل التسمية
ورد ذكر القرية باسم «معرة حرمل» في الخرائط العثمانية، والحرنبل هو نوع من أنواع النباتات، ومن الوارد في اللغة العربية إدغام النون والباء لتلفظ ميماً، فتصبح «معرة حرمل»، ومنها «معرة حرمة» تحويرًا للفظ «حرمل».

## التاريخ
في يوم الخميس 27 نوفمبر (تشرين الثاني) عام 2014، سيطرت جبهة النصرة على القرية بعد اشتباكات مع كتائب من الجيش الحر.